# Kröpeliner-Tor-Vorstadt
Kröpeliner-Tor-Vorstadt – dzielnica miasta Rostock w Niemczech, w kraju związkowym Meklemburgia-Pomorze Przednie.